# مغزخلفی
مغزِ خَلفی یا پَس‌مغز یا پَسین‌مغز (به انگلیسی: hindbrain ,rhombencephalon) بخشی از مغز است که از بخش پسین سه حفرهٔ اولیهٔ لوله عصبی رویانی تکوین یافته‌است. پس‌مغز یا رومبنسفالون (به انگلیسی: Rhombencephalon) بخشی است که حدود آن براساس مراحل تکوین دستگاه عصبی مرکزی در مهره‌داران تعیین می‌گردد. اصطلاح پس‌مغز از توصیفات برای دسته‌بندی‌های تکوینی بخشی از دستگاه عصبی مرکزی مهره‌داران است و شامل بصل النخاع، پل مغز و مخچه است. این بخش‌ها به همراه هم از فرآیندهای حیاتی بدن پشتیبانی می‌کنند.

## بخش‌های پس‌مغز
پس‌مغز از پایین به بالا به ترتیب شامل بخش‌های زیر می‌باشد:

### بصل‌النخاع
بصل‌النخاع، مخروطی‌شکل بوده و در بالای نخاع، زیر پل مغزی و جلوی مخچه قرار دارد (پیاز مغز، رابط میان نخاع و پل مغزی می‌باشد). در اطراف شکاف میانی واقع در سطح قدامی پیاز مغز، برآمدگی‌هایی به نام هرم یا پیرامید دیده می‌شود. در پشت هر هرم، جسم زیتونی (اولیو) قرار دارد (جسم زیتونی، برآمدگی بیضی شکلی می‌باشد که به وسیلهٔ هسته‌های زیتونی تشکیل می‌شود). در خلف جسم زیتونی، پایک‌های تحتانی مخچه قرار گرفته‌است که رابط میان پیاز مغز و مخچه می‌باشند. از شیار بین جسم زیتونی و هرم، عصب زوج دوازده (XII) خارج می‌شود. از شیار بین جسم زیتونی و پایک‌های پایینی مخچه نیز عصب‌های زوج نه (IX), ده (X) و یازده (XI) خارج می‌شوند. از شیار میان پیاز مغز و پل مغزی نیز عصب‌های زوج شش (VI), هفت (VII) و هشت (VIII) خارج می‌شوند. وظیفۀ پیاز مغز، برقراری رابطه بین قسمت‌های بالا و پایین دستگاه عصبی مرکزی و همچنین یکی از مراکز مهم رفلکسی بدن می‌باشد. مراکز کنترل‌کنندۀ تنفس، قلب و رگ‌ها، بلع، سرفه و استفراغ در پیاز مغز قرار دارند.

### پل مغز
پل مغزی در جلوی مخچه، بالای پیاز مغز و زیر میان‌مغز قرار گرفته‌است. در سطح قدامی پل، شیاری برای عبور سرخرگ قاعدهٔ مغز قرار دارد؛ سطح خلفی پل به همراه سطح خلفی پیاز مغزی، کف بطن چهارم را تشکیل می‌دهند. پل مغز، دارای تارهای عصبی می‌باشد که دو نیمهٔ مخچه (نیمهٔ راست و چپ) را به یکدیگر متصل می‌کند. همچنین پل، توسط تار عصبی بالارو و پایین‌رو، بخش‌هایی مانند پیشامغز، میان‌مغز و نخاع را به هم وصل می‌کند.

### مخچه
مخچه، در خلف پیاز مغز و پل مغز و در زیر نیمکره‌های مخ واقع شده و توسط چادرینه یا تنتوریوم مخچه از نیمکره‌های مخ جدا می‌شود (مخچه، در حفرهٔ جمجمه‌ای خلفی قرار گرفته‌است). مخچه، از دو نیمکر هٔ راست و چپ تشکیل شده‌است که این دو نیمکره، توسط یک قسمت میانی به نام کرمینه یا ورمیس به یکدیگر متصل شده تشکیل شده‌است. نیمکره‌های مخچه، توسط پایک‌های مخچه‌ای فوقانی، به مغز میانی، توسط پایک‌های مخچه‌ای میانی، به پل مغز و توسط پایک‌های مخچه‌ای تحتانی، به پیاز مغز متصل می‌شوند. مادهٔ خاکستری مخچه، بر خلاف نخاع، در قسمت سطحی (بیرونی) و مادهٔ سفید، در قسمت درونی قرار دارد؛ مادهٔ خاکستری، به صورت هسته‌های پراکنده‌ای به نام هسته‌های مخچه، در داخل مادهٔ سفید قرار دارند؛ این هسته‌ها شامل: هسته‌های سقفی، لخته‌ای، کروی و دندانه‌دار می‌باشد (بزرگ‌ترین این هسته‌ها، هستهٔ دندانه‌دار می‌باشد). به لایۀ سطحی نیمکرۀ مخچه که حاوی مادهٔ خاکستری می‌باشد، قشر مخچه می‌گویند. قشر مخچه، به صورت چین‌ها و شیارهای ظریفی، به داخل بافت مخچه نفوذ می‌کند. موج‌های عصبی آوران، اطلاعاتی از ماهیچه‌ها، پوست، گوش درونی و … به مخچه می‌فرستند؛ در نتیجه، مخچه در هماهنگ نمودن فعالیت‌های ارادی ماهیچه‌ها، تنظیم تونوس ماهیچه‌ای و حفظ تعادل بدن نقش دارد (اگر شخصی نتواند یک خط مستقیم رسم کند یا نتواند با چکش بر روی میخ بکوبد، احتمال آسیب به مخچه وجود دارد؛ همچنین، در اثر آسیب به مخچه، راه رفتن و تکلم مشکل می‌شود).

## نگارخانه

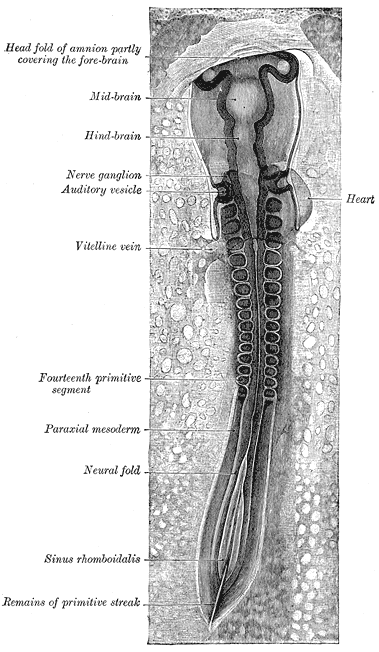
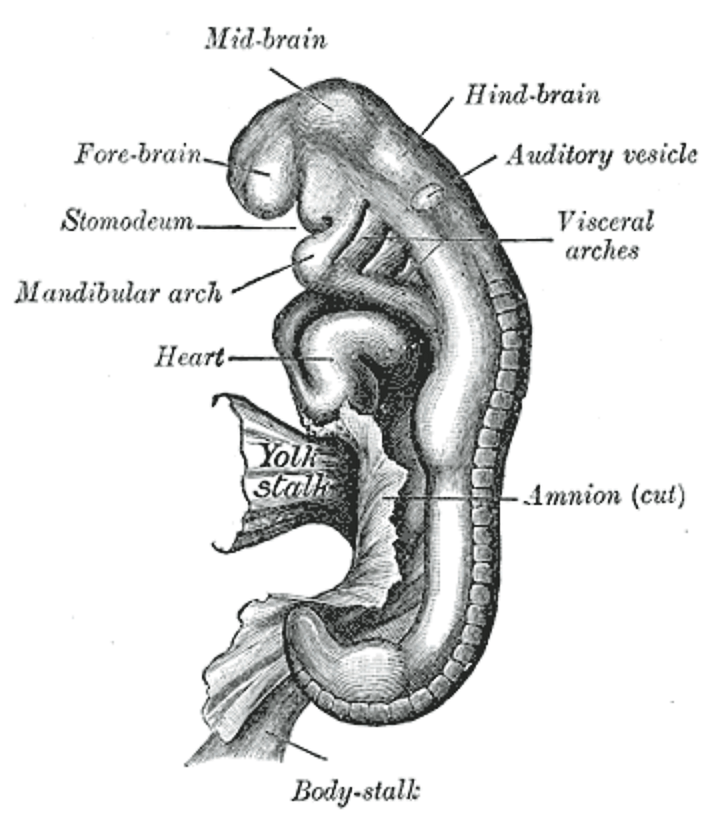
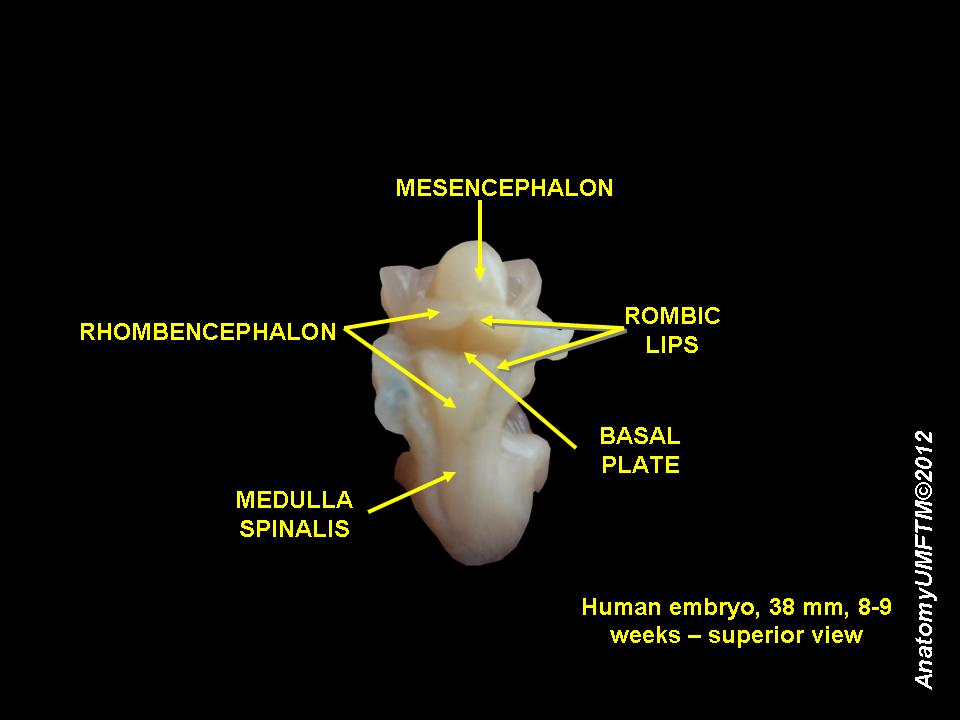

## برای مطالعهٔ بیشتر
- Gisele E. Ishak, Jennifer C. Dempsey, Dennis W. W. Shaw, Hannah Tully, Margaret P. Adam, Pedro A. Sanchez-Lara, Ian Glass, Tessa C. Rue, Kathleen J. Millen, William B. Dobyns, Dan Doherty; Rhombencephalosynapsis: a hindbrain malformation associated with incomplete separation of midbrain and forebrain, hydrocephalus, and a broad spectrum of severity, Brain, Volume 135, Issue 5, 1 May 2012, Pages 1370–1386, doi:10.1093/brain/aws065
- Tully, H. M. , Dempsey, J. C. , Ishak, G. E. , Adam, M. P. , Mink, J. W. , Dobyns, W. B. , Gospe, S. M. , Weiss, A. , Phillips, J. O. and Doherty, D. (2013), Persistent figure‐eight and side‐to‐side head shaking is a marker for rhombencephalosynapsis. Mov Disord. , 28: 2019–2023. doi:10.1002/mds.25634
- Poretti, Andrea & Dietrich Alber, Fabienne & Buerki, Sarah & P Toelle, Sandra & Boltshauser, Eugen. (2008). Cognitive outcome in children with rhombencephalosynapsis. European journal of paediatric neurology: EJPN: official journal of the European Paediatric Neurology Society. 13. 28–33. 10.1016/j.ejpn.2008.02.005.
- D Bell, Brian & A Stanko, Heather & L Levine, Ross. (2005). Normal IQ in a 55-year-old with newly diagnosed rhombencephalosynapsis. Archives of clinical neuropsychology: the official journal of the National Academy of Neuropsychologists. 20. 613–21. 10.1016/j.acn.2005.02.003.
- https://www.semanticscholar.org/paper/Isolated-rhomboencephalosynapsis-–-a-rare-anomaly-Paprocka-Jamroz/2fb11431e0c425c66ea3ec433ad4e964ec5ab239